# Vlastimil Babula
Vlastimil Babula (* 2. Oktober 1973 in Havřice) ist ein tschechischer Schach-Großmeister.

## Erfolge
Im Jahr 1997 erhielt er den Großmeistertitel. Babula gewann 1989 in Brno die tschechische U16-Juniorenmeisterschaft, ein Jahr später war er Dritter bei der tschechoslowakischen U-18 Meisterschaft. Im sehr erfolgreichem Jahr 1993 wurde er Vizemeister bei der U-20 Jugendweltmeisterschaft in Kozhikode, der Sieger in der Meisterschaft von Tschechien und Vierter bei der Junioreneuropameisterschaft U20 in Vejen.
Babula siegte oder belegte vordere Plätze in vielen Turnieren: I. Platz in Open Horní Bečva (1993), I. Platz in Lázně Bohdaneč (1995), I-VII. Platz in Pardubice (1995), I-II. Platz in Zlín (1995), I-VI. Platz in Zalakaros (1998), der I-IV. Platz in Interzonenturnier in Krynica bedeutete für ihn die Teilnahme bei der Knock-out-Weltmeisterschaft Groningen 1999, wo er gleich in der ersten Runde gegen Tal Shaked ausschied, I. Platz in Open Graz (2002), I. Platz in Pardubice (2003), I. Platz in Olmütz (2004), I-II. Platz in Pardubice (2007), I. Platz Havlíčkův Brod (2008) bei der Meisterschaft Tschechiens, II. Platz Teplice (2013).
Im Januar 2015 belegt er Platz 6 der tschechischen Rangliste.

## Mannschaftsschach

### Nationalmannschaft
Babula nahm von 1994 bis 2016 mit der tschechischen Nationalmannschaft an allen zwölf Schacholympiaden teil, wo er 57 Punkte aus 105 Partien erzielte. Er erreichte 2010 das zweitbeste Ergebnis der Reservespieler. Achtmal (1999, 2001, 2003, 2005, 2007, 2009, 2011, 2013 und 2015) spielte er bei den Mannschaftseuropameisterschaften und erreichte 2003 in Plowdiw das beste Einzelergebnis am dritten Brett.

### Vereine
In der tschechischen Extraliga spielte Babula in der Saison 1992/93 bei TJ Jiskra Staré Město, in der Saison 1993/94 bei Lokomotiva Olomouc, in der Saison 1994/95 beim Meister ŠK Lokomotiva MONING Brno, von 1995 bis 1997 beim ŠK Havřice, von 1997 bis 1999 beim ŠK Dům armády Prague, mit dem er 1999 Mannschaftsmeister wurde und 1997 am European Club Cup teilnahm, von 1999 bis 2013 beim SC A64 Lázně Slatinice (er nahm allerdings am European Club Cup 2000 mit dem ŠK Infinity Pardubice teil), seit der Saison 2013/14 spielt er beim 1. Novoborský ŠK, mit dem er 2014, 2015, 2016, 2017 und 2018 Meister wurde.
Babula spielt in der deutschen Schachbundesliga seit 1994 für Werder Bremen, mit dem er 2005 deutscher Mannschaftsmeister wurde und zehnmal am European Club Cup teilnahm. In der österreichischen 1. Bundesliga spielte er von 2003 bis 2008 und von 2012 bis 2014 für Union Ansfelden, mit denen er 2005 und 2007 österreichischer Mannschaftsmeister wurde.
In der ungarischen NB I. Szabó László csoport spielt Babula seit 2008 für Szombathelyi MÁV Haladás VSE. In der polnischen Mannschaftsmeisterschaft spielte er 2009 und 2011 für WASKO HetMaN Szopienice. In der slowakischen Extraliga spielte Babula in der Saison 1997/98 für den ŠK Medea Martin, von 2002 bis 2004 für den ŠK Softip Rajecké Teplice, von 2004 bis 2006 für den ŠK Liptov, mit dem er 2005 slowakischer Mannschaftsmeister wurde, in der Saison 2008/09 für TJ INBEST Dunajov und von 2009 bis 2012 für den ŠK Prievidza, mit dem er 2010 Meister wurde, außerdem trat er beim European Club Cup 1995 für den ŠK Slovan Bratislava an. Seit der Saison 2015/16 spielt er für REINTER Humenné.